# Knysna humeralis
Knysna humeralis är en skalbaggsart som beskrevs av Hermann Burmeister 1844. Knysna humeralis ingår i släktet Knysna och familjen Melolonthidae. Inga underarter finns listade i Catalogue of Life.